# Ernst Grünwald
Ernst Grünwald (* 1956 in München) ist ein deutscher Bildhauer.

## Werdegang
Grünwald absolvierte zwischen 1976 und 1979 eine Lehre als Bronzegießer. Von 1979 bis 1986 studierte er an der Akademie der Bildenden Künste in München und war Meisterschüler in der Klasse von Erich Koch. Schwerpunkt seines Schaffens sind Bronzeskulpturen. Daneben arbeitet er in Holz, Stein sowie Gips und ist als Zeichner tätig. Er lebt in Ammerland am Starnberger See.

## Ausstellungen
- h&z Unternehmensberatung AG, München
- Große Kunstausstellung, München
- Kunst und Wald, Wangen
- Mille Wor 03, Wolfratshausen
- Galerie am See, Ambach
- Kunst im Bunker, Geretsried
- Flintcenter, Bad Tölz
- Müller + Seidl, München

## Arbeiten im öffentlichen Raum
- 1998: Steinring „Föhrenwald“, Waldram zum Lager Föhrenwald
- 2003: Gedenktafel „Hans Knappertsbusch“, Widenmayerstraße, München
- 2003: Holzskulptur „Bierkönig“, Kloster Andechs
- 2008: Gedenktafel „Franz von Pocci“ (in Form einer Miniatur-Theaterbühne) vor dem Marionettentheater, München
- Gedenktafel „Franz von Pocci“, Schlosskapelle Ammerland
- Holzskulptur „Sternengucker“, Skulpturenweg am Innufer, Wasserburg am Inn
- Holzskulptur „Ja wo san ma?“, Tegernsee
- Gedenktafel „Maria Probst“, Realschule am Gotzinger Platz, München